# Montalvo (Pastaza)

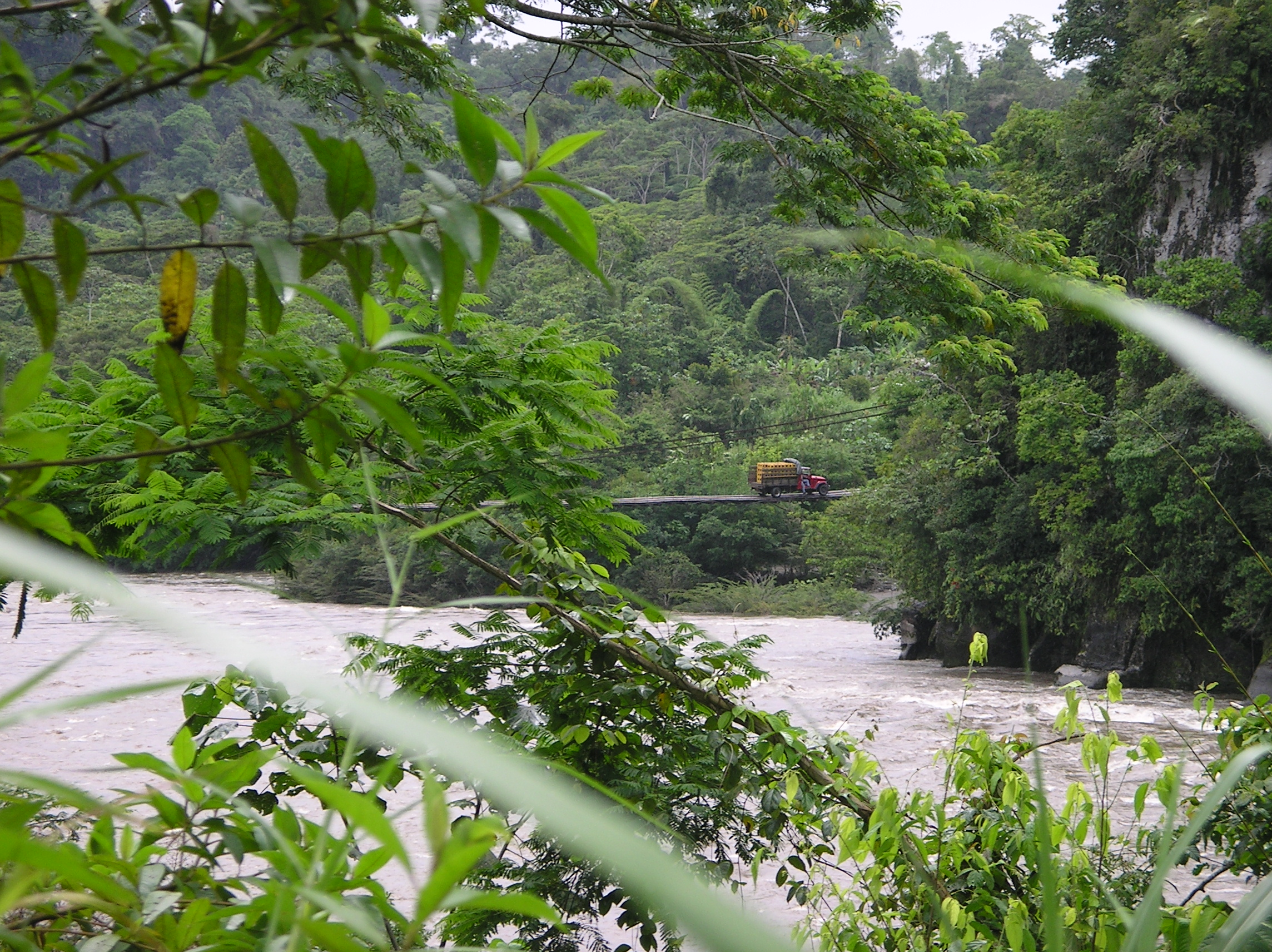
Brücke über den Fluss Pastaza zwischen Puyo und Macas

Montalvo ist eine Ortschaft und eine Parroquia rural („ländliches Kirchspiel“) im Kanton Pastaza der ecuadorianischen Provinz Pastaza. Die Parroquia besitzt eine Fläche von 7849 km². Die Einwohnerzahl lag im Jahr 2010 bei 3849. Die Parroquia wurde am 13. November 1911 gegründet. Namensgeber war Juan Montalvo, ein ecuadorianischer Schriftsteller und Journalist.

## Lage
Die Parroquia Montalvo liegt im Amazonastiefland zwischen den Flussläufen von Río Pastaza im Südwesten und im Süden sowie von Río Villano und Río Curaray im Norden. Die Flüsse Río Bobonaza und Río Tigre durchqueren das Gebiet in südöstlicher Richtung. Die Längsausdehnung der Parroquia in Nord-Süd-Richtung beträgt 130 km, in Ost-West-Richtung knapp 90 km. Im Süden reicht die Parroquia bis an die peruanische Grenze. Der Hauptort Montalvo liegt am Río Bobonaza 132 km ostsüdöstlich der Provinzhauptstadt Puyo. Bei Montalvo befindet sich der Flugplatz El Carmen (ICAO: SEMO).
Die Parroquia Montalvo grenzt im Norden an die Parroquia Curaray (Kanton Arajuno), im Osten an die Parroquias Río Tigre und Río Corrientes, im äußersten Süden an Peru, im Südwesten an die Parroquia Huasaga (Kanton Taisha, Provinz Morona Santiago) sowie im Westen an die Parroquia Sarayacu.